# Hans Bemmann

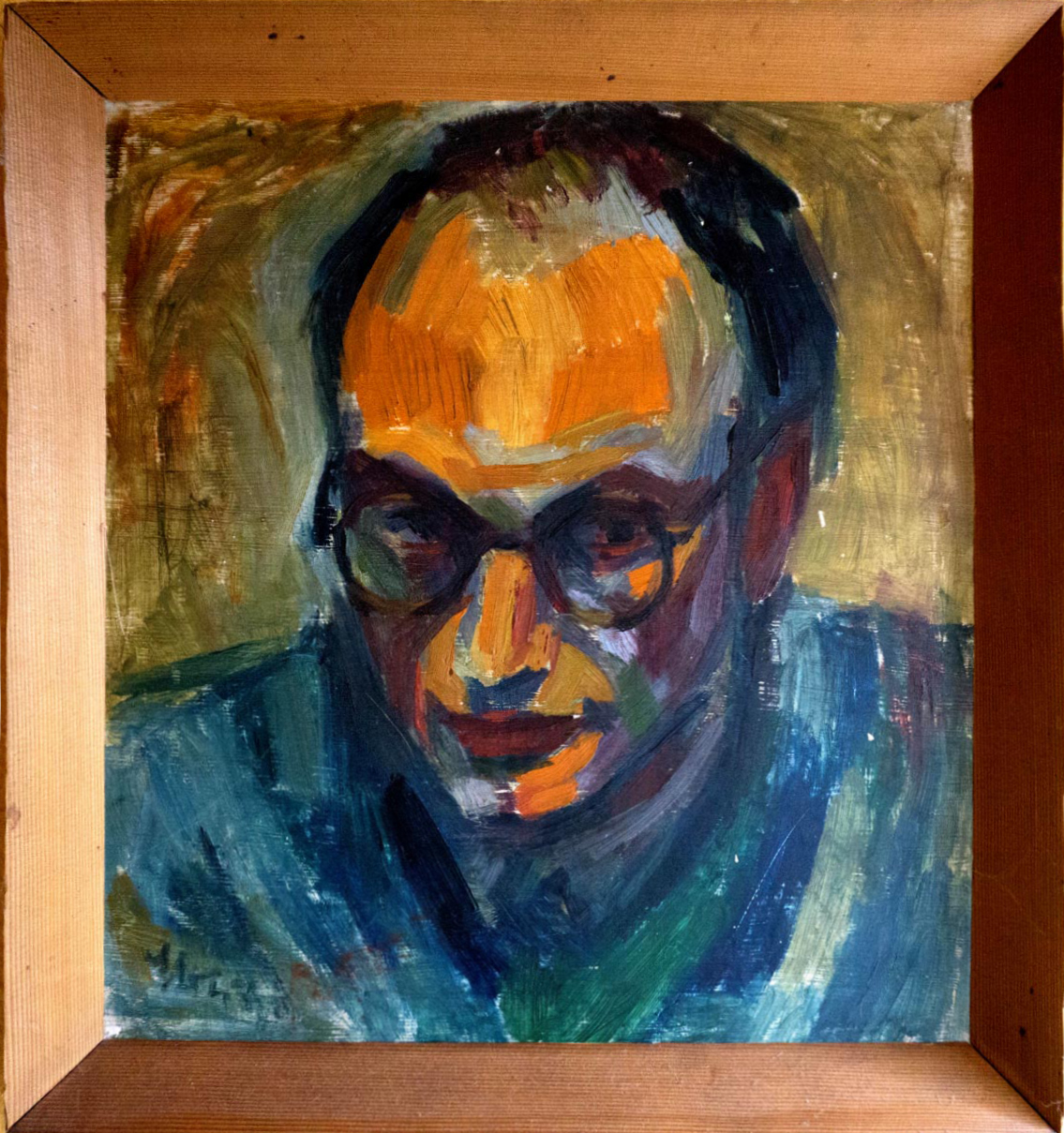
Porträt von Hans Bemmann,
Ölgemälde von Fritz Berger, 1947

Hans Bemmann (* 27. April 1922 in Groitzsch; † 1. April 2003 in Bonn) war ein deutscher Schriftsteller.

## Leben
Hans Bemmann wurde am 27. April 1922 in der Stadt Groitzsch bei Leipzig geboren. Seine Jugend verbrachte der Sohn eines evangelischen Pfarrers in Grimma/Sachsen, Leipzig, Wiesbaden und Wien.
Hans Bemmann begann 1940 zuerst mit einem Medizinstudium in Wien, unterbrochen von Arbeitsdienst, Wehrmacht und dem Kriegseinsatz in Russland, wo er als Operationsgehilfe auf Hauptverbandplätzen eingesetzt war.
Das Studium setzte er nach Kriegsende bis zum Physikum fort. Unmittelbar danach wechselte er aber zu Germanistik und Musikwissenschaft, dessen Studium er 1949 an der Universität Innsbruck mit einer musikwissenschaftlichen Doktorarbeit abschloss. Seit 1954 war er Lektor beim Österreichischen Borromäuswerk (Österreichischen Bibliothekswerk) und setzte diese Tätigkeit 1956 in Bonn fort. Bis 1987 war er dort Lektor, bis 1993 Dozent am Bonner Bibliothekar-Lehrinstitut und von 1971 bis 1983 Dozent für das Fach „Deutsch“ an der Pädagogischen Hochschule Bonn. In den 1960er-Jahren hat er unter dem Pseudonym Hans Martinsen (häufig falsch Martinson) veröffentlicht.

## Zum Werk
Sein literarischer Durchbruch gelang ihm 1983 mit dem der Fantasyliteratur nahestehenden Märchenroman Stein und Flöte, und das ist noch nicht alles, der die Abenteuer eines jungen Mannes namens Lauscher in einer idyllischen Märchenwelt verfolgt. Ein magischer Stein und eine magische Flöte sollten ihm eigentlich den Weg zum Glück öffnen, doch seine mangelnde Menschenkenntnis und Naivität lassen ihn seine Macht missbrauchen und verhängnisvolle Entscheidungen treffen. Lauschers Lebensgeschichte ist von seiner Liebesgeschichte durchflochten.
Der Nachfolgeroman Erwins Badezimmer, in Form einer Reihe von Briefen geschrieben, führt den Leser in eine Diktatur, welche die Bevölkerung durch eine systematische Vereinfachung der Sprache kontrolliert. Der gutmütige Sprachwissenschaftler Albert S. stolpert zufällig in eine Untergrundbewegung, die Erwin von seiner illegalen Microfiche-Bibliothek aus seinem Badezimmer heraus leitet. Albert findet gleichzeitig die Liebe seines Lebens und lernt, die Welt mittels mehrdeutiger Sprache neu zu sehen. Die Idee der Manipulation durch gezielten Gebrauch der Sprache findet sich auch in George Orwells Dystopie 1984.
Der Stern der Brüder ist ebenfalls in der modernen Welt angesiedelt und zeichnet den Lebensweg zweier Brüder in einer Gesellschaft, die sich auf dem Wege zur Diktatur bewegt, nach. Ein Musiker und ein Geologe wählen sich im politischen Spektrum entgegengesetzte Seiten, nur um sich zum Schluss wieder zu begegnen.
Die beschädigte Göttin führt einen Märchenforscher auf eine Reise aus der Wirklichkeit in die Märchenwelt. Die Begegnung mit einer ihn bezaubernden Frau wirft ihn in eine Märchenwelt, in der er sie sucht, umwirbt und letztendlich auch findet. Der Roman vermischt unsere Welt mit der der Märchen und lässt den Helden unsere Welt weniger kalt und mechanisch sehen.
Die Gärten der Löwin, obwohl auch als eigenständiger Roman zu lesen, ist eine Fortsetzung der beschädigten Göttin, in der die Frau ihre Geschichte darstellt. Dieses Buch unterscheidet sich durch die Wortwahl und den Satzbau vom Vorgängerroman, so dass dem Autor damit die Darstellung einer anderen Empfindungswelt eindrucksvoll gelang.
Dritter Teil dieser Serie ist Massimo Battisti. Hier findet sich die Auflösung vieler Unklarheiten in der Person des Magiers Massimo Battisti.

## Werke
- Jäger im Park. Erzählung. (1961) – unter dem Pseudonym Hans Martinsen, NA 1984 bei dtv unter Hans Bemmann
- Lästiger Besuch. Roman. (1963) – unter dem Pseudonym Hans Martinsen
- Der klerikale Witz (1970) – Herausgeber
- Stein und Flöte, und das ist noch nicht alles. Ein Märchenroman. (1983)
- Erwins Badezimmer, oder die Gefährlichkeit der Sprache. (1984)
- Stern der Brüder. (1986)
- Trilogie „Die Verzauberten“
  - Die beschädigte Göttin. (1990)
  - Die Gärten der Löwin. (1993)
  - Massimo Battisti. (1998)

## Auszeichnungen
Im Jahre 1987 erhielt er den Evangelischen Buchpreis und 2002 den Rheinischen Literaturpreis Siegburg.